# Teatro Griego
El Teatro Griego (en catalán Teatre Grec) es un teatro al aire libre ubicado en la montaña de Montjuic, en la ciudad de Barcelona, Cataluña. A pesar de su nombre, no se trata de una construcción realizada por los antiguos griegos. Fue diseñado y construido en el año 1929 con motivo de la Exposición Internacional de Barcelona por los arquitectos Ramon Reventós y Nicolás María Rubió Tudurí, que se inspiraron en la planta del teatro de Epidauro. Se ubicó en una antigua cantera de la montaña, con lo cual la pared cortada de piedra sirve como escena del teatro.
El recinto, de 460 m², puede acoger unos 1900 espectadores. Junto al teatro hay unos jardines, proyectados por Rubió i Tudurí y Jean-Claude Nicolas Forestier, y un pabellón que se destinaba a conciertos musicales y hoy acoge un restaurante.

## Historia

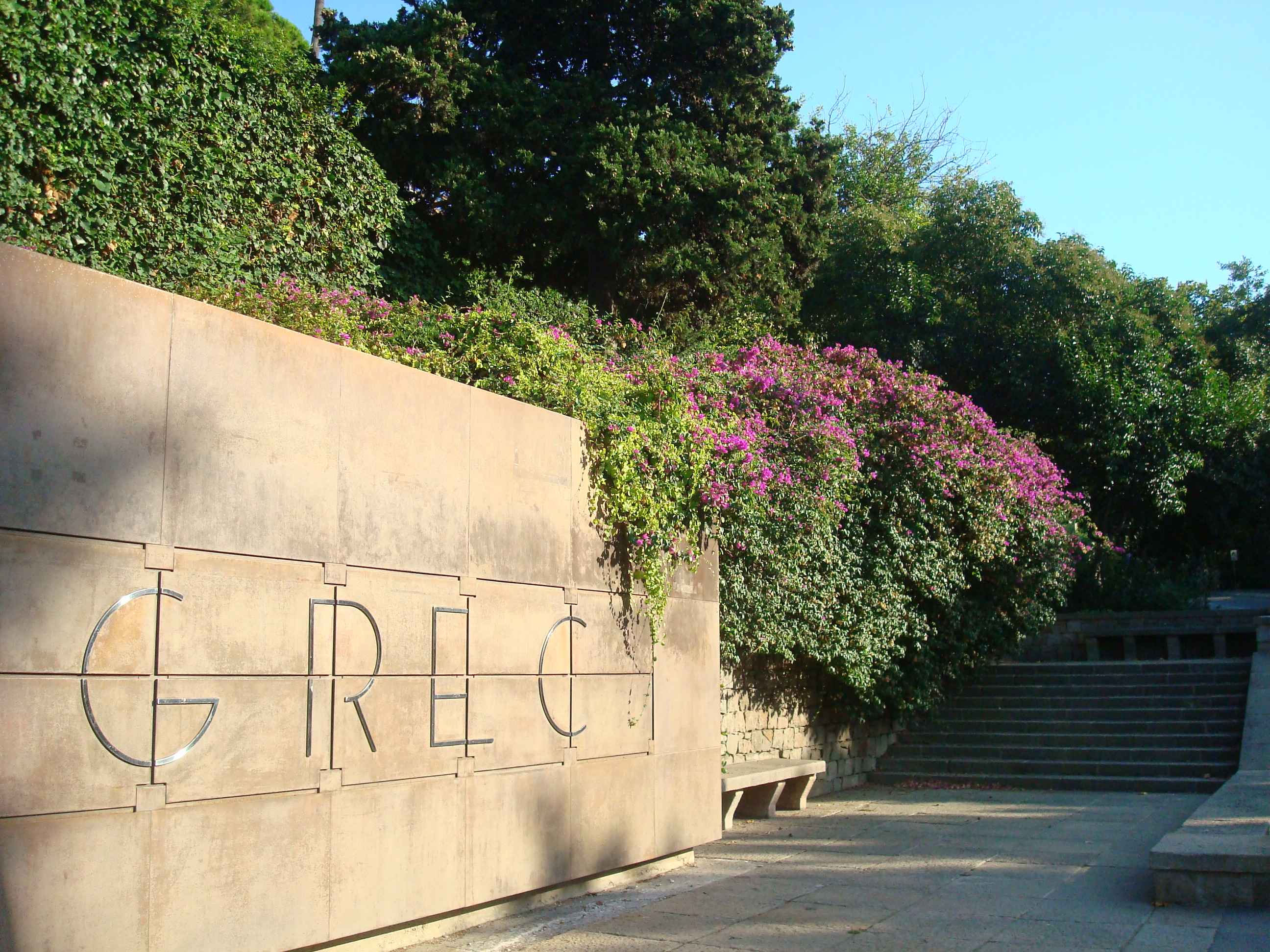
Entrada al Teatro Griego.

En 1932, Margarita Xirgu representó Electra, de Sófocles. Desde el final de la Guerra Civil el teatro no se volvió a utilizar. En 1952 se reinauguró con Edipo rey, de Sófocles. Desde entonces, las representaciones estivales fueron regulares; en ellas actuaron actores entonces jóvenes como Núria Espert o Adolfo Marsillach. En 1957, Esteve Polls representó Julio César de Shakespeare en catalán. Se hacía teatro, ópera, zarzuela, danza, música, representaciones folklóricas, etc. 
Entre 1969 y 1972, el teatro estuvo cerrado. De 1973 a 1975, la gestión del teatro fue privada, y en 1976 volvió a manos del ayuntamiento, que inauguró el primer Festival Griego, cuyo éxito haría que se programara, excepto en 1978, cada año, entre junio y agosto.
Casi toda su actividad se reduce actualmente a los meses de verano, cuando entre finales de julio y principios de agosto se convierte en el escenario principal del Festival Griego, al que precisamente dio nombre con motivo de su primera edición en 1976. El resto del año apenas es utilizado al ser un recinto al aire libre.

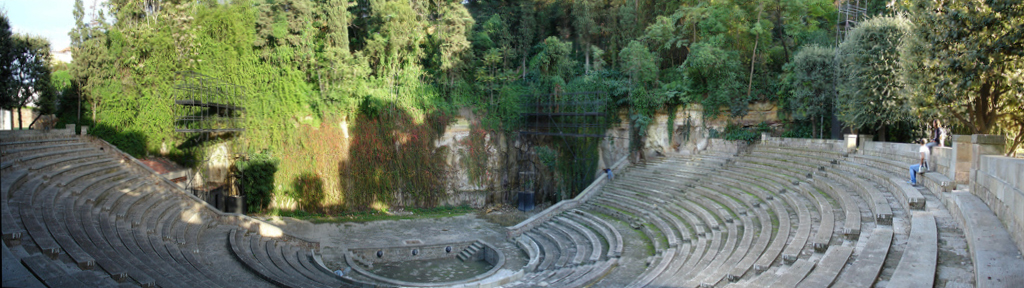
Panorámica del Teatro Griego de Barcelona, en la montaña de Montjuic.

## Jardines

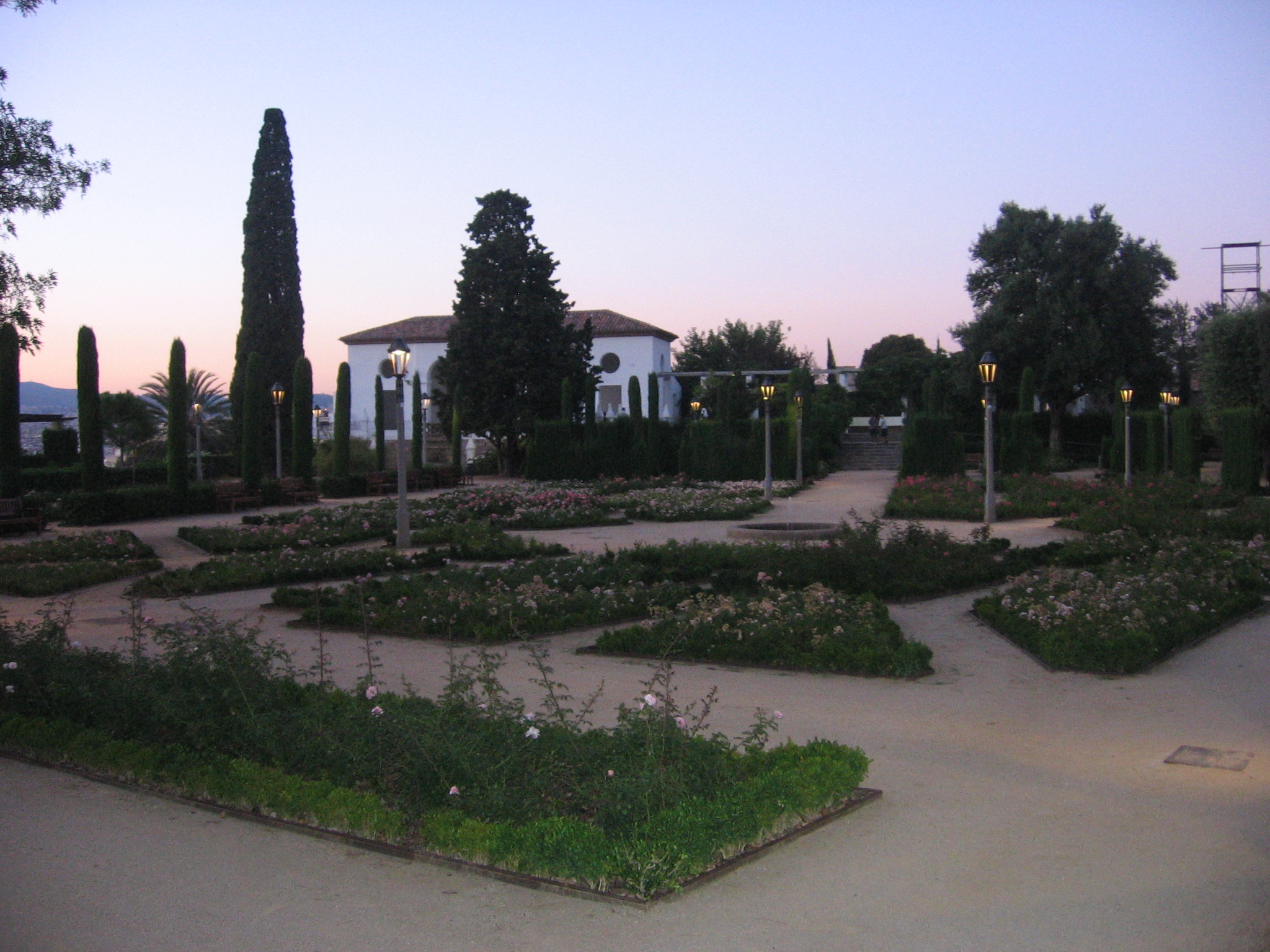
Jardines del Teatro Griego.

Los jardines del Teatro Griego ocupan una superficie de 1,65 hectáreas. Fueron proyectados por Jean-Claude Nicolas Forestier en conjunción con los Jardines de Laribal, entre 1917 y 1924. Antiguamente se llamaban Rosaleda de Amargós, en honor de Josep Amargós, el arquitecto que hizo el primer proyecto de urbanización de la montaña de Montjuïc. En 2009 fueron restaurados por Patrizia Falcone.
El acceso a los jardines se encuentra en el paseo de Santa Madrona, de donde parte una gran escalinata imperial de piedra, que desemboca en una primera terraza de planta rectangular con parterres de configuración geométrica con plantas aromáticas, junto a un grupo de naranjos amargos. Siguiendo las escaleras se accede a otra terraza que hace de mirador, con una pérgola poblada de plantas trepadoras, y por último se llega al nivel principal, donde se encuentra el teatro. Aquí se halla la parte principal de los jardines, con varios parterres geométricos que forman un mosaico, plantados con distintas variedades de rosas, y con una fuente en el centro. En uno de los laterales se ubica un estanque con plantas acuáticas. En un nivel superior situado a la izquierda en sentido ascendente se encuentra un pabellón que funciona como restaurante, y que fue el Pabellón de la Música de la Exposición de 1929, frente al que se sitúa una alberca con surtidores de agua.
La vegetación está compuesta principalmente por especies mediterráneas, como: fresno (Fraxinus berlandierana), ciprés (Cupressus sempervirens), encina (Quercus ilex), boj (Buxus sempervirens), hiedra (Hedera helix), lavanda (Lavandula angustifolia), naranjo amargo (Citrus aurantium), agapanto (Agapanthus africanus), clivia (Clivia nobilis), washingtonia (Washingtonia robusta), buganvilla (Bougainvillea sp), jazmín (Jasminus azoricum y Jasminum officinale), rosa (Rosa banksiae), glicina (Wisteria sinensis), parra (Parthenocissus quinquefolia),  ficus de la India (Ficus retusa), pino piñonero (Pinus pinea), pica-pica (Lagunaria patersonii), árbol de coral (Erythrina lysistemon), etc.